# کارسینوم سلول شفاف
کارسینوم سلول شفاف (انگلیسی: Clear-cell carcinoma) یا آدنوکارسینوم سلول شفاف یا مزونفروم نوعی کارسینوم مشتق از سلول‌های اپیتلیومی (پوششی) است که با حضور سلول‌های شفاف مشاهده‌شده در طی ارزیابی بافت‌شناسی و تشخیصی مشخص می‌شود. کارسینوم سلول شفاف به‌عنوان یک سرطان نادر طبقه‌بندی می‌شود که شیوع آن در بیماران سفیدپوست ۴٫۸ درصد، در بیماران سیاه‌پوست ۳٫۱ درصد و در بیماران آسیایی ۱۱٫۱ درصد است.
کارسینوم سلول شفاف ممکن است در انواع بافتی از جمله کلیه (کارسینوم سلول شفاف کلیه)، تخمدان (کارسینوم سلول شفاف تخمدان)، رحم (کارسینوم سلول شفاف رحم) یا دستگاه گوارش (کارسینوم سلول شفاف روده بزرگ) ایجاد شود.
گزینه‌های درمانی برای کارسینوم سلول شفاف بسته به نوع بافت درگیر، متفاوت است؛ مثلاً در سرطان سلول شفاف تخمدان این درمان‌ها ممکن است شامل ترکیبی از شیمی‌درمانی (پاکلیتاکسل و کربوپلاتین یا ایرینوتکان به علاوه سیس‌پلاتین) و برداشتن جراحی، یا کاهش حجم تومور با جراحی همراه با شیمی‌درمانی (با سیس‌پلاتین)؛ درمان با سیتوکین (IL-2، اینترفرون)، بازدارنده‌های کیناز (تمسیرولیموس، سانیتینیب، سورافنیب، پازوپانیب) و درمان‌های ضد رگ‌زایی (بواسیزامب) باشد.